# Wassim Helal
Wassim Helal (arabe : وسيم هلال), né le 16 juillet 1982 à Monastir, est un handballeur tunisien jouant au poste de gardien de but.

## Palmarès

### En club
Compétitions nationales
- Vainqueur du championnat de Tunisie : 2004, 2005, 2009, 2010, 2012, 2013, 2014, 2016
- Vainqueur de la coupe de Tunisie : 2002, 2005, 2006, 2013, 2014
- Vainqueur de la coupe arabe des clubs vainqueurs de coupe 2013 (Maroc)
- Vainqueur du championnat de France de D2 : 2023, 2025

Compétitions internationales
- Ligue des champions d'Afrique
  - Vainqueur (1) : 2013
  - Finaliste en 2005
- Supercoupe d'Afrique
  - Vainqueur (2) : 2014 et 2016
  - Finaliste en 2015
- Coupe d'Afrique des vainqueurs de coupe
  - Vainqueur (1) : 2003, 2014 et 2015
  - Finaliste en 2004 et 2016

### En équipe nationale
Jeux olympiques
- Quart de finaliste aux Jeux olympiques de 2012 à Londres (Royaume-Uni)

Championnats du monde
- 11e au championnat du monde 2007 (Allemagne)
- 11e au championnat du monde 2013 (Espagne)
- 15e au championnat du monde 2015 (Qatar)

Championnat d'Afrique
- Médaille d'argent au championnat d'Afrique 2004 (Égypte)
- Médaille d'or au championnat d'Afrique 2006 (Tunisie)
- Médaille d'or au championnat d'Afrique 2012 (Maroc)
- Médaille d'argent au championnat d'Afrique 2014 (Algérie)
- Médaille d'argent au championnat d'Afrique 2020 (Tunisie)

Autres
- Médaillé de bronze aux Jeux panarabes de 2011 (Qatar)